# Pat Broderick

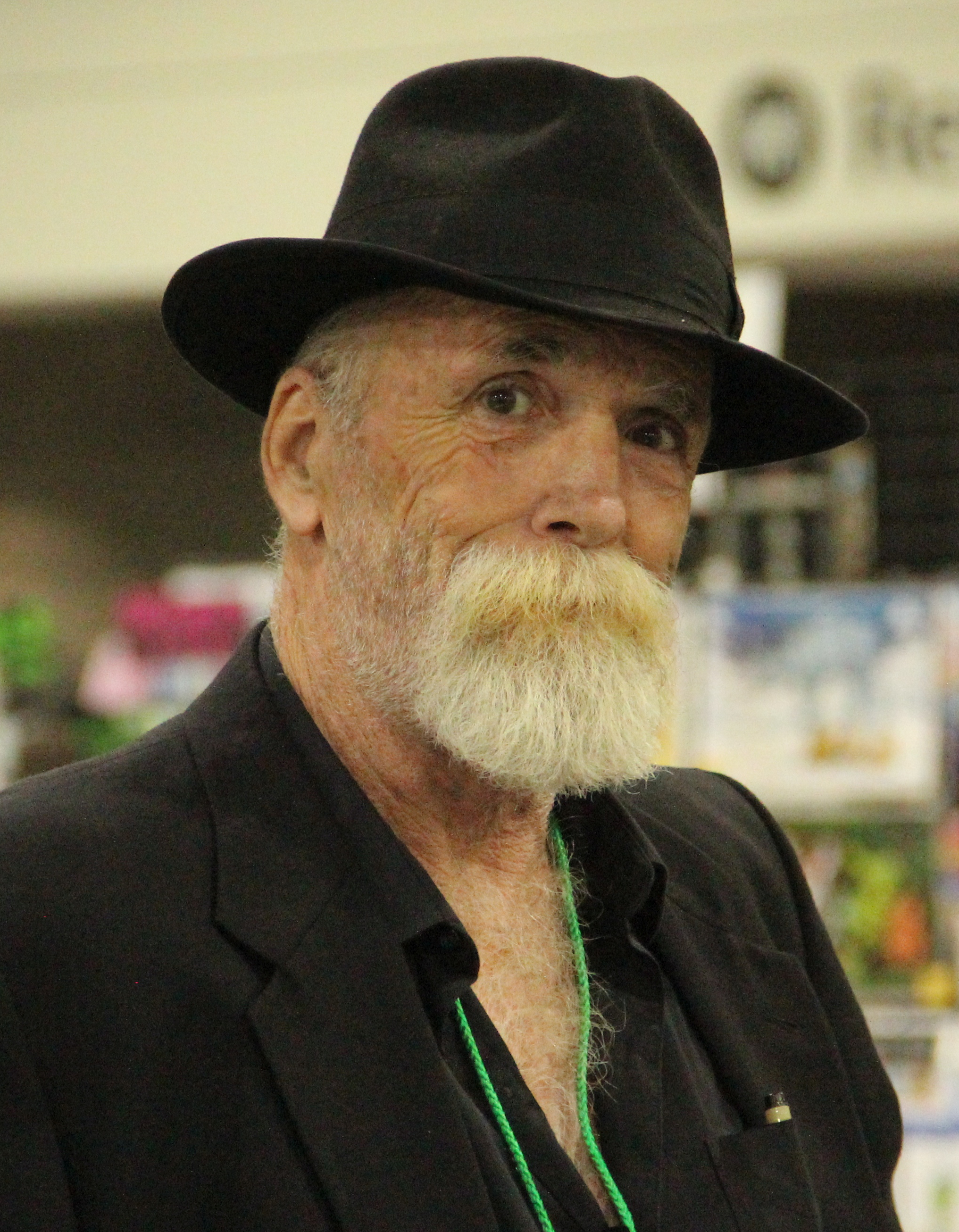
Pat Broderick, 2018

Patrick „Pat“ Broderick (* 26. November 1953 in Brandon, Florida) ist ein US-amerikanischer Comiczeichner und Werbekünstler.

## Leben und Arbeit
Broderick begann in den 1980er Jahren als hauptberuflicher Comiczeichner zu arbeiten. Zu den Serien, für die er als Stammzeichner gearbeitet hat, zählen unter anderem Green Lantern, Captain Atom, Firestorm und Shazam für DC Comics, sowie Micronauts, Alpha Flight, Captain Marvel und Doom 2099 für Marvel Comics. Gastweise zeichnete Broderick außerdem für Serien wie Secret Origins, The Spectre, Sword of the Atom und Batman.
Als Werbekünstler arbeitete Broderick für den texanischen Konzern TLP, für den er Produktdesigns für Verpackungen und Werbematerial für die Firmen-Marken Pepsi, Pizza Hut, FedEx, Hasbro und Lays Kartoffelchips entwarf. Für das Animationsunternehmen FXI war Broderick als Konzeptdesigner tätig.